# Felix von Habsburg
Felix Friedrich August Maria vom Siege Franz Joseph Peter Karl Anton Robert Otto Pius Michael Benedikt Sebastian Ignatius Marcus d'Aviano von Habsburg-Lothringen, född 31 maj 1916 på Schönbrunn i Wien, död 6 september 2011 i Mexico City i Mexiko, var det sista överlevande barnet av Karl I av Österrike och Otto von Habsburgs yngre bror.
Felix von Habsburg var verksam som bankman i Mexiko.
Han gifte sig 1952 i Beaulieu-sur-Mer, Frankrike, med hertiginnan Anna-Eugénie von Arenberg (1925-1997). De fick tre söner och fyra döttrar.